# Jay Graber
Pour les articles homonymes, voir Graber.
Lantian « Jay » Graber, née en 1991 à Tulsa, Oklahoma, est une ingénieure américaine. Elle est depuis 2021 la PDG de Bluesky, une plateforme sociale de microblogging.

## Biographie

### Jeunesse
Lantian Graber est née en 1991 à Tulsa, dans l'Oklahoma, d'une mère chinoise acupunctrice et d'un père suisse professeur de mathématiques,. Sa mère, qui a grandi en Chine pendant la Révolution culturelle et a émigré dans les années 1980, l'a appelée « Lantian » (qui signifie « ciel bleu » en chinois mandarin) en souhaitant qu'elle ait une « liberté illimitée », et qu'elle bénéficie d'« opportunités qui avaient été refusées à [s]a mère dans sa jeunesse ». Elle s'inscrit à l'université de Pennsylvanie en 2009 et obtient ensuite un BSc en sciences, technologie et société. Au cours de sa dernière année, elle a remporté une bourse pour avoir cofondé un programme de banque de temps pour étudiants.

### Carrière
En 2015, Graber commence à travailler comme ingénieur logiciel pour SkuChain à Mountain View, en Californie. Elle travaille ensuite dans une usine à Moses Lake, où elle assemble des équipements de minage de bitcoins. En 2016, elle commence à travailler comme développeuse junior pour la crypto-monnaie Zcash,,. En 2019, elle fonde le site Web de planification d'événements Happening, Inc,,.
En août 2021, Graber devient la première PDG de Bluesky, une plateforme sociale de microblogging et une société d'utilité publique,,. Bluesky est originellement conçu comme une nouvelle initiative par les propriétaires originaux de Twitter en 2019, mais évolue pour devenir le principal rival de Twitter après l'acquisition de Twitter en 2022 par Elon Musk,,.